# Илия Миленков
Илия Миленков е български революционер, деец на Вътрешната македоно-одринска революционна организация.

## Биография
Роден е в 1877 година в охридското българско село Брежани, тогава в Османската империя. Присъединява се към ВМОРО и става войвода на чета. Участва в Илинденско-Преображенското въстание през лятото на 1903 година като войвода на селска чета. Загива по време на въстанието на 21 юли при засада в местността Напеските между селата Брежани и Велмей.